# Casa della Meridiana
La casa della Meridiana è un edificio multipiano di Milano, destinato ad appartamenti di lusso, sito a sud del centro storico, in via Marchiondi al civico 3. È una delle poche opere realizzate su progetto di Giuseppe de Finetti.

## Storia
Nel 1924 l'architetto Giuseppe de Finetti acquistò dalla famiglia Melzi d'Eril un terreno limitrofo all'antico "Giardino d'Arcadia", con lo scopo di realizzarvi un progetto immobiliare.
L'area rientrava nelle previsioni del piano regolatore Pavia-Masera del 1912, che vi prevedeva l'apertura di una strada e conseguente lottizzazione; il piano di de Finetti ridusse notevolmente l'edificazione inizialmente prevista, salvaguardando così l'antico giardino.
Il progetto di edificazione, che prevedeva anche un condominio sulla limitrofa via San Calimero, venne presentato nel 1924, e la casa della Meridiana fu compiuta l'anno successivo.

## Caratteristiche
La casa della Meridiana conta cinque piani oltre al terreno, organizzati secondo uno schema a terrazze digradanti, con ampie finestre che si aprono verso il giardino.
Data la presenza storica del sito, l'architettura è caratterizzata da una colta citazione di elementi classici elegantemente semplificati.
L'esterno risente dell'influenza delle opere di Loos e di Hoffmann, ed è improntato alla sobrietà propria dello stile "Novecento", a sua volta ispirata al neoclassicismo milanese del primo Ottocento. La decorazione è molto ridotta e si limita ad alcuni accenni, come la meridiana dipinta da Gigiotti Zanini, da cui discende il soprannome dato alla casa. Essa completa il prospetto sud del complesso riequilibrando nella composizione il peso della loggia colonnata al primo piano.
Gli interni furono organizzati secondo schemi del tutto nuovi, improntati a funzionalità e comfort; al grande scalone padronale in uso nelle epoche precedenti, nel complesso venne preferito un moderno ascensore in grado di servire un unico appartamento per piano. Gli arredi furono direttamente progettati da de Finetti, personalizzati secondo le esigenze e i gusti dei diversi proprietari.

## Il complesso su via san Calimero
Il complesso della Casa della Meridiana si articola in parte anche sull'attigua via San Calimero. La parte di complesso venne edificata nel 1929-30 e rappresenta l'unica realizzazione del più vasto complesso di residenze signorili.
Gli ultimi due livelli del complesso, organizzato con un appartamento per piano, si concludono con una grande villa con terrazze e giardino pensile oltre a una scenografica scala a semicerchio. Al piano terra qui è presente un monumentale scalone d'ingresso e una lunga galleria aperta sul cortile interno. La facciata mostra una sobria classicità con quattro grandi lesene che disegnano il basamento e una superficie liscia ad intonaco che esalta la regolarità delle aperture, ricollegandosi alla coeva architettura del Novecento milanese.